# Stortjärnen (Ströms socken, Jämtland, 710511-146804)
Stortjärnen är en sjö i Strömsunds kommun i Jämtland och ingår i Ångermanälvens huvudavrinningsområde.